# Касай Синъити
Касай Синъити (яп. 笠井 信一, 22 июля 1864 — 25 июля 1929) — японский государственный деятель, губернатор префектур Хоккайдо (1919—1921), Окаяма (1914—1919), Сидзуока (1913—1914) и Иватэ (1907—1913), член Палаты пэров Японии (1921—1929).

## Биография
Родился в префектуре Сидзуока как третий сын Касая Кандзабуро. В 1892 году окончил юридический факультет Токийского императорского университета.
В феврале 1893 года поступил на службу в Министерство внутренних дел и был назначен в полицейское отделение Министерства внутренних дел. После этого занимал различные должности, такие как директор учебного отдела полицейского управления, советник правительства префектуры Ямагата, начальник отдела полиции префектуры Иватэ, секретарь в администрации префектуры Коти, секретарь в администрации генерал-губернаторства Тайвань, секретарь в администрации префектуры Гифу, секретарь в администрации префектуры Ниигата, начальник первого отдела префектуры Кумамото и другие.
В январе 1907 года стал губернатором префектуры Иватэ. В марте 1913 года стал губернатором префектуры Сидзуока. В июне 1914 года был назначен губернатором префектуры Окаяма, а в апреле 1919 года получил должность губернатора префектуры Хоккайдо.
В мае 1921 года стал членом Палаты пэров Японии и оставался на этом посту до своей смерти.

## Награды
- Орден Священного сокровища 3 класса (26 декабря 1910)
- Орден Священного сокровища 2 класса (24 декабря 1917)